# Bruno Procopio
Pour les articles homonymes, voir Procopio.
Bruno Procopio, né en 1976 dans le Minas Gerais au Brésil, est un claveciniste franco-brésilien.

## Biographie
Après des études musicales dans son pays natal sous la direction de Marcelo Fagerlande et de Pedro Personne à Rio de Janeiro, Procopio rejoint la France en 1993. Il étudie le clavecin avec Christophe Rousset au Conservatoire national supérieur de musique de Paris, et la musique de chambre avec Blandine Rannou et Kenneth Weiss. Il remporte deux premier prix d'exécution au clavecin et d'interprétation de basse continue. Ayant achevé sa formation il devient l'un des quelques élèves de Pierre Hantaï.
Son premier enregistrement des partitas n°1, 3 et 4 de Jean-Sébastien Bach est désigné comme l'un des cinq meilleurs disques de musique baroque de 2004 par le magazine américain Fanfare. Il est également noté 5 sur 5 par le magazine Diapason.
En 2006, il fonde son propre label, Paraty, sous lequel sortent deux autres enregistrements consacrés à Bach : les partitas n° 2, 5, et 6, complétant le cycle, et les sonates pour viole de gambe et clavier. Ce dernier disque, qui comprend aussi le concerto italien, a reçu une mention Choc du Monde de la musique.
En 2021, il fonde un orchestre de jeunes, dédié à Jean-Philippe Rameau, composé de cinquante musiciens de dix-huit nationalités, issus notamment de conservatoires à Bruxelles, Paris, Aix-en-Provence et Avignon.